# Юханссон, Сверкер
Ларс Сверкер Юханссон (швед. Lars Sverker Johansson; 26 мая 1961, Лунд) — шведский физик, лингвист, преподаватель, программист и википедист.

## Биография
В 1979—1982 годах изучал техническую физику в университете Лунда.
В 1982—1983 годы проходил службу в армии.
В 1982 году перешёл в Гётеборгский университет и окончил его в 1984 году, получив степень бакалавра делового администрирования.
Участвовал в экспериментах по изучению физики элементарных частиц на Суперпротонном синхротроне (SPS) и Большом электрон-позитронном коллайдере (LEP) и в эксперименте Helios (NA34) в ЦЕРНе.
В мае 1990 года Сверкер защитил диссертацию в университете Лунда на тему «Исследование μμ- и eμ-пар, рождённых при p-Be-столкновениях на 450 GeV/c в Helios и разработка программного обеспечения для DELPHI».
С ноября 1990 года по июнь 1992 года был постдоком в институте имени Манне Сигбана и занимался исследованиями в области нейтринной астрономии и в оценке данных, собираемых телескопом «AMANDA».
В 1992 году переехал в Йёнчёпинг и посвятил себя лингвистике — проводил исследования по происхождению языков, биолингвистике и «третьем факторе» Ноама Хомского. В 2005 году опубликовал книгу «Constraints on hypotheses. Converging evidence in language and communication research», которая была рецензирована в лингвистических журналах и в журнале «American Scientist».
С 2008 по 2012 год преподавал в качестве приглашённого лектора в Техническом университете Чалмерса в Гётеборге. С 2007 по 2012 год работал менеджером проекта в консорциуме CIRT в университете Чичестера и в Университете штата Пенсильвания.
С 2009 года до мая 2013 года пять раз посещал Йёнчёпингский университет, там он познакомился со своей будущей женой.
В 2012 году закончил исследования по лингвистике в университете Лунда в качестве магистра искусств (MA AB). В 2012 году на конференции 9th International Conference on the Evolution of Language в Киото представил доклад «The case for Neandertaler language — How strong is it?», в котором утверждал, что неандертальцы общались посредством языка.
С 2003 по 2014 год — вице-декан в университете образования и коммуникации (Högskolan för Lärande och Kommunikation HL) в Йёнчёпингском университете.
С 2014 года занимает должность директора Управления образования и науки в высшей школе Даларна.

## Википедия
С помощью бота «Lsjbot» к июлю 2014 года создал в нескольких разделах Википедии 2,7 миллиона статей — 8,5 % всех статей Википедии; к маю 2016 сделал более 17 млн правок. Является самым плодовитым автором Википедии.
Среди его вклада — статьи о биологических видах и населённых пунктах стран мира.
Треть его статей загружена на шведском языке, а остальные — на двух филиппинских (себуанский и варайский языки, один из которых — родной язык его жены).
Вклад из сгенерированных ботом Юханссона однотипных статей нередко подвергается критике со стороны других участников Википедии.

## Некоторые труды
- Operativsystemets grunder = Основы операционных систем : учебное пособие. — Lund, 1989. — ISBN 91-44-25911-5.
- A study of μμ and eμ-pairs produced in 450 GeV/c p-Be-collisions in HELIOS, and software development for DELPHI : диссертация. — Университет Лунда : Lund, 1990.
- Datorns tekniska uppbyggnad = Структура компьютерной техники. — 1992.
- Från ostkupan till den stora smällen = От ёмкости для сыра до Большого взрыва. — Jönköping University Press : Jönköping, 2004. — ISBN 91-973120-9-6.
- Origins of language. Constraints on hypotheses. Converging evidence in language and communication research. — John Benjamins Pub. : Amsterdam, 2005. — ISBN 90-272-3891-X.
- Совместно с Olle Östklint, Elsie Anderberg. Fysik för lärare = Физика для учителей : учебное пособие. — Lund, 2012. — ISBN 978-91-44-07665-2.